# Martyrs d'Alexandrie
Les martyrs d'Alexandrie désignent plusieurs groupes de personnes ayant connu le martyre en Égypte.
- Un groupe de personnes décrites par Eusèbe de Césarée, tous disciples d'Origène, qui connurent le martyre entre 193 et 211 à Alexandrie en Égypte, sous l’empereur romain Septime Sévère. 
  - les catéchumènes Plutarque, Sérénus, Héraclide, Héraïde et un autre Sérénus, athlète ;
  - le néophyte Héron ;
  - la vierge Potamiène ou Potamienne ainsi que sa mère Marcella ;
  - le soldat converti Basilide.

Ce sont des saints chrétiens célébrés par l'Église catholique romaine le 28 juin et par l'Église orthodoxe le 7 juin.
- Un groupe de personnes, inscrites au martyrologe romain, martyrs en Égypte vers 258, durant la persécution de Valérien sous le préfet Émilien. Ce sont des saints chrétiens célébrés le 10 août[3].